# Neotectónica

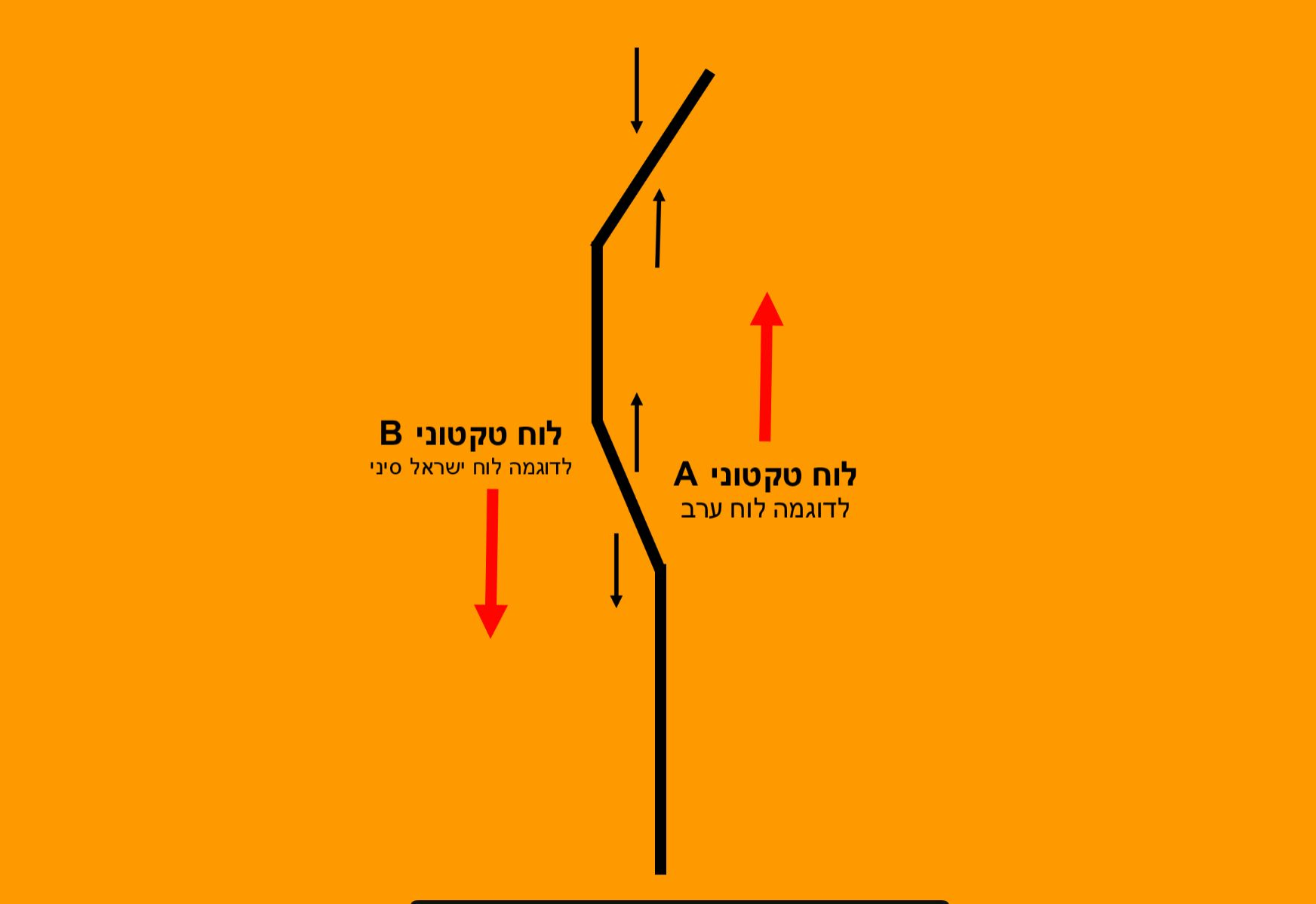
Cuando hay un movimiento horizontal hacia la izquierda entre dos placas, cada vez que la línea de copia se curva hacia la izquierda, se crea tensión a lo largo de la curvatura y, como resultado, se forma una grieta. Cada vez que la línea de copia gira hacia la derecha, se crea una presión a lo largo de la curvatura.

La neotectónica es una subdisciplina de la tectónica, dedicada al estudio de los movimientos y deformaciones de la corteza terrestre (procesos geológicos y geomorfológicos) actuales o recientes en el tiempo geológico. El término también puede referirse a los movimientos/deformaciones en cuestión en sí mismos. Los geólogos se refieren al calendario correspondiente, como el período de neotectónico , y al anterior como el período palaeotectónico.
Vladimir Obruchev acuñó el término neotectónica en su artículo de 1948, definiendo el campo de estudio como los "movimientos tectónicos recientes ocurridos en la parte superior del Terciario (Neógeno) y en el Cuaternario, que jugaron un papel esencial en el origen de la topografía moderna". Desde entonces, los geólogos han estado en desacuerdo en cuanto a cómo remontarse a la fecha del tiempo "geológicamente reciente", con el significado común de que es la neotectónica es la etapa más joven y todavía no acabada en la tectónica de la Tierra. Algunos autores consideran que neotectónica es básicamente un sinónimo de "tectónica activa", mientras que otros fechan el inicio del período de la neotectónica a mediados del Mioceno. Un acuerdo general ha comenzado está comenzado a emerger de que el marco de tiempo real puede ser individual para cada entorno geológico y que hay que retroceder en el tiempo lo suficientemente lejos para entender completamente la actual actividad tectónica.
En 1989 Spyros Pavlides B. sugirió la siguientedefinición:

Neotectónica es el estudio de los eventos tectónicos jóvenes que se han producido o están todavía ocurriendo en una región determinada, después de su orogenia o después de su última puesta a punto tectónica significativa[...] Los acontecimientos tectónicos son lo suficientemente recientes para permitir un análisis detallado por métodos diferenciales
y métodos específicos, mientras que sus resultados son directamente compatibles con las observaciones sismológicas. "

Muchos investigadores han aceptado este enfoque.
El Centro de Estudios de Neotectónica de la Universidad de Nevada, Reno define la neotectónica como: 

"El estudio de  movimientos de la corteza de la Tierra geológicamente recientes, especialmente los producidos por los terremotos, con el objetivo de comprender la física de las recurrencia de terremotos, el crecimiento de las montañas y el peligro sísmico encarnado en estos procesos. "

Una fuente de interpretaciones diferentes para una región deriva del hecho de que los cambios en diferentes placas tectónicas de la región pueden ocurrir en momentos diferentes, dando lugar a la noción de "tiempo de transición", durante el cual las características tanto paleotéctonicas, como neotectónicos, coexisten. Por ejemplo, para el centro/norte de Europa, el período de transición se extiende desde mediados del Mioceno inicial al límite entre Mioceno-Plioceno.